# Imaginar (canción)
«Imaginar» es un tema del cantante puertorriqueño de reguetón Yandel. Fue lanzado el 6 de noviembre de 2015 la cual fue producida por Jumbo "El Que Produce Solo". 

## Remezclas
- 2016: Imaginar [Remix Versión Salsa] (Con Victor Manuelle)

El vídeo de "Imaginar" se estrenó el 2 de mayo de 2016 en el canal de YouTube de Victor Manuelle el cual cuenta con más de 5.700.000 visitas actualmente.